# RK KTC Križevci
Rukometni klub KTC Križevci je hrvatski rukometni klub iz Križevaca, Koprivničko-križevačka županija. U sezoni 2024./25. klub se natječe u 1. HRL – Sjever. Predsjednik kluba je Ivica Katavić, a sjedište kluba je na adresi Ulica Nikole Tesle 18, 48260 Križevci. KTC u novoj sezoni nosi dresove danskog proizvođača sportske opreme Hummel.

## O klubu
Rukomet se u Križevcima počeo igrati 1954. godine, te u početku djeluje kroz školske momčadi. Prvi rukometni klubovi su bili "Polet" i "KRK", koji 1964. godine uzima ime "Metalac", a 1966. uzima naziv RK "Čelik", koju godinu klub navodi za osnivanje. Klub od 1985. godine djeluje kao RK "Križevčanka". Godine 1995. klub dolaskom sponzora mijenja ime u RK "KTC". 
 
Osnivači kluba su Drago Bukvić, Ivan Stošić, Josip Kundrak, Božo i Zlatko Mihalić, Ivan Klasić, Ivan Pavišić, Živojin Joković, Ivan Florenino, Ivan i Branko Petranović i Ivan Delija. Neko vrijeme kao treneri bili su angažirani Željko Seleš iz Bjelovara i Zdravko Malić iz Zagreba. Reorganizacijom svih liga u sezoni 2007./2008. i KTC je ponovno ušao u drugu ligu, no ovaj put gotovo sa svim svojim dečkima osim dva pojačanja iz Bjelovara. Osvajanjem 2. HRL - Sjever u sezoni 2011./12. klub postaje član 1. HRL.
Dana 5. svibnja 2019. godine trener prve momčadi Dragutin Miklečić podnosi ostavku iz osobnih razloga nakon provedenih 15 godina u Križevcima, vodivši klub od najnižeg natjecateljskog razreda pa sve do povijesnog ulaska u 1. HRL - Sjever u sezoni 2011./2012. i četvrtfinalnih utakmica protiv RK Zagreba te RK NEXE-a iz Našica. Na klupi ga je zamijenio dosadašnji pomoćnik Branko Krajačić. Nakon serije loših rezultata, početkom sezone 2019./2020., smijenjen je trener Branko Krajačić, a mjesto trenera prve momčadi preuzima bivši trener RK Bjelovar Dalibor Sokač. U dvije godine koliko je u klubu, trener Sokač uspio je ostvariti povijesni plasman kluba u Premijer ligu kroz dvije utakmice playoffa protiv momčadi Umaga. Nakon ispadanja iz Paket24 Premijer lige, trener Dalibor Sokač odlazi iz kluba, a novi-stari trener je Dragutin Miklečić.

## Klub danas
Rukometni klub KTC ima 94 člana od čega 26 članova polaze školu rukometa, a radi se o djeci nižih razreda osnovnih škola koji se uče prvim sportskim koracima. Pored njih u klubu djeluje 54 aktivna i registrirana sportaša koji se natječu u četiri kategorije i to: seniori koji se natječu u 1. HRL te tri mlađe dobne skupine: U11, U15 I U17. Prvu momčad KTC-a vodi trener Dragutin Miklečić, a mlađe uzraste vodi trener Kristijan Kamenar.

## Povijesni uspjeh
Klub je sezonu 2021./2022. završio na drugom mjestu 1. HRL Sjever i time ostvario priliku da kroz playoff izbori plasman u Paket24 Premijer ligu. Ždrijebom u Zagrebu odlučeno je kako će RK KTC igrati protiv RK Umaga. Prva utakmica odigrala se 29. svibnja u dvorani Stella Maris u Umagu, a tamo je domaći sastav ostvario pobjedu od šest pogodaka prenosti (30:24). Nakon ovog bolnog poraza mnogi nisu davali nikakve šanse za mogući preokret KTC-a, no domaći sastav nije se mislio tako lako predati. U subotu, 4. lipnja 2022. godine, točno u vrijeme održavanja trodnevne manifestacije Križevačko veliko spravišće, odigravala se najbitnija utakmica u povijesti kluba jer bi potencijalnom pobjedom klub ostvario najveći uspjeh, a to je plasman u Paket24 Premijer ligu. Utakmicu su sudili najpoznatiji hrvatski, ali i svjetski suci, a to su Matija Gubica i Boris Milošević. Domaća ekipa KTC-a furiozno je krenula u utakmicu i u prve četiri minute imala prednost od 2:0 uz obranjeni sedmerac golmana Šutala. Na poluvrijeme se otišlo s rezultatom od šest pogodaka prednosti što je u tom trenutku bila dovoljna prednost za ulazak u najviši rang hrvatskog rukometa. Sama činjenica da su gosti postigli samo sedam pogodaka govorila je da će KTC-u biti teoretski i pobjeda od šest pogodaka razlike dovoljna za ulazak u elitu. U zadnjih pet minuta utakmice ušlo se s pet do šest pogodaka razlike za KTC, a iako izmoreni i teških nogu, domaći se sastav nije predavao. Tako u 58. minuti iskusni vratar Martinović skida ključnu kontru gostujućujem igraču. U istoj minuti, tj. u sljedećm napadu domaći igrač Matija Perajica zabija za 25:19 i dovoljnih šest pogodaka razlike. U zadnjih nekoliko sekundi utakmice Umag je imao priliku iz deveterca smanjiti rezultat, no Martinović izvanredno glavom brani udarac i utakmica završava pobjedom od šest razlike, a zbog većeg broja postignutih pogodaka u gostima KTC ostvaruje san svih križevačkih zaljubljenika u rukomet da svoj klub od sezone 2022./2023. gledaju u najjačoj rukometnoj ligi u Hrvatskoj.

## Plasmani po sezonama
| Sezona    | Plasman                                                    | Liga                   |
| --------- | ---------------------------------------------------------- | ---------------------- |
| 2011./12. | 1. mjesto                                                  | 2. HRL Sjever          |
| 2012./13. | 7. mjesto                                                  | 1. HRL                 |
| 2013./14. | 5. mjesto                                                  | 1. HRL                 |
| 2014./15. | 6. mjesto                                                  | 1. HRL                 |
| 2015./16. | 7. mjesto                                                  | 1. HRL                 |
| 2016./17. | 5. mjesto                                                  | 1. HRL Sjever          |
| 2017./18. | 3. mjesto                                                  | 1. HRL Sjever          |
| 2018./19. | 2. mjesto                                                  | 1. HRL Sjever          |
| 2019./20. | Poništena sezona (COVID 19)                                | 1. HRL Sjever          |
| 2020./21. | 3. mjesto                                                  | 1. HRL Sjever          |
| 2021./22. | 2. mjesto                                                  | 1. HRL Sjever          |
| 2022./23. | 7. mjesto u Ligi za ostanak, osiguran ostanak kroz playoff | Paket 24 Premijer liga |
| 2023./24. | 9. mjesto u Ligi za ostanak, ispadanje u niži rang         | Paket 24 Premijer liga |

## Sastav (seniori) - 2023./2024.
| Broj | Igrač                 |
| ---- | --------------------- |
| 1    | Mihael Haman          |
| 12   | Dubravko Grgić        |
| 16   | Tomislav Olić         |
| 2    | Robert Marković       |
| 3    | Luka Vinković         |
| 5    | Žarko Ćurić           |
| 6    | Vladimir Ostarčević   |
| 7    | Ivan Harča            |
| 9    | Jakov Dujmović        |
| 10   | Matija Perajica       |
| 11   | Marko Jurakić         |
| 13   | Nikola Mirosavljević  |
| 14   | Davor Maričić         |
| 17   | Toni Ezgeta           |
| 19   | Luka Tandara          |
| 27   | Mihael Mušlek         |
| 32   | Marin Celovec         |
| 44   | Darko Mršić           |
| #    | Trener: Dalibor Sokač |

## Vanjske poveznice
- ktc.hr, Rukometni klub KTC Križevci  Arhivirana inačica izvorne stranice od 17. rujna 2018. (Wayback Machine)
- Rukometni klub "KTC" Križevci, facebook stranica
- furkisport.hr/hrs/, KTC, nastupi po sezonama
- sportilus.com, Rukometni klub KTC Križevci
- Instagram Fan page Rukometnog kluba KTC Križevci